# Abderrahmane Sissako

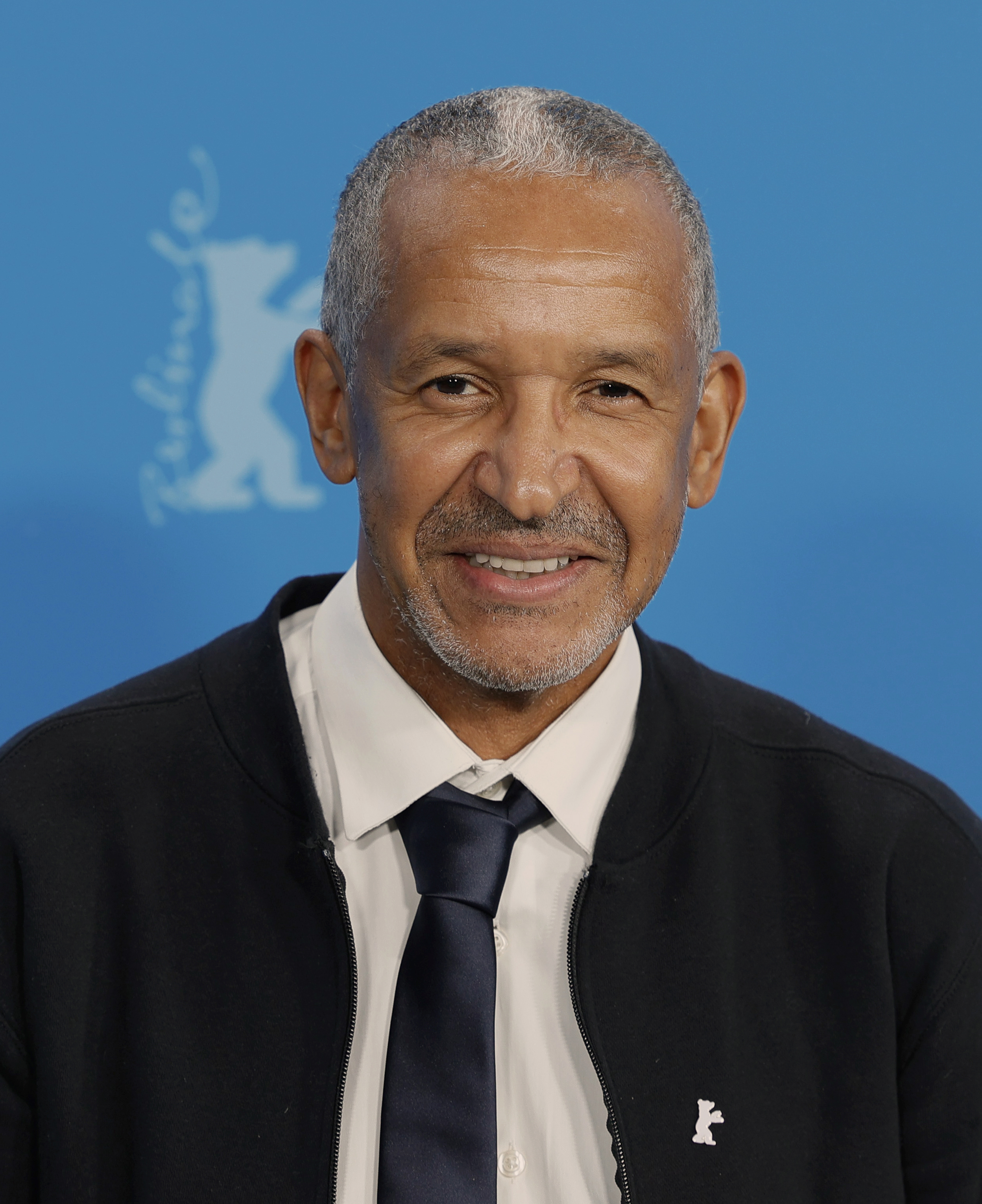
Abderrahmane Sissako (2024)

Abderrahmane Sissako (anhörenⓘ; * 13. Oktober 1961 in Kiffa, Mauretanien) ist ein mauretanischer Filmregisseur und -produzent. Er gilt als einer der bekanntesten Filmschaffenden aus dem subsaharischen Afrika. Wichtige Themen seiner Filme sind die Globalisierung und das Exil.

## Leben
Kurz nach seiner Geburt in Mauretanien zog Sissako mit seiner Familie nach Mali, dem Herkunftsland seines Vaters. 1980 kehrte er kurz nach Mauretanien zurück, bevor er 1983 bis 1989 in Moskau am Gerassimow-Institut für Kinematographie studierte. Anfang der 1990er-Jahre ließ er sich in Paris nieder.
2003 war er Mitglied der Internationalen Jury der Berlinale. Bei den Filmfestspielen von Cannes saß er 2000 in der Kurzfilmjury, 2003 war er Präsident der Jury der Sektion Un Certain Regard, 2007 Mitglied der Hauptjury und 2015 Präsident der Kurzfilmjury.
Im Jahr 2024 erhielt er für seinen Spielfilm Black Tea eine Einladung in den Hauptwettbewerb der 74. Berlinale. Im selben Jahr wurde er in die Wettbewerbsjury der 81. Filmfestspiele von Venedig berufen.

## Auszeichnungen
- 2021: Konrad-Wolf-Preis[2]

## Filmografie
- 1989: Le Jeu, Studienabschlussprojekt
- 1993: Octobre, erhielt in Cannes den Preis Un Certain Regard[3]
- 1995: Le chameau et les bâtons flottants (Kurzfilm)
- 1996: Sabriya (Kurzfilm)[4]
- 1997: Rostov-Luanda, Dokumentarfilm, gezeigt an der Documenta X
- 1998: Das Leben auf Erden (La vie sur terre)[5]
- 2002: Reise ins Glück (Heremakono)
- 2006: Das Weltgericht von Bamako (Bamako)[6]
- 2006: Daratt[7]
- 2008: Le rêve de Tiya[8]
- 2014: Timbuktu[9][10]
- 2024: Black Tea